# Torres Calcio 2008-2009
Questa voce raccoglie le informazioni riguardanti l'Associazione Sportiva Dilettantistica Torres Calcio nelle competizioni ufficiali della stagione 2008-2009.

## Organigramma societario
Tratto dal sito Football.it.
Area amministrativa
- Presidente: Leonardo Marras
- Segretario Generale: Paolo Desortes

Area tecnica
- Allenatore: Salvatore "Tore" Arca
- Allenatore in seconda: Michele Pintauro
- Massaggiatore: Marco Angius

## Rosa
Rosa e ruoli tratti dal sito Football.it.
| N. |                        | Ruolo | Calciatrice                |
| -- | ---------------------- | ----- | -------------------------- |
|    | Stati Uniti (bandiera) | P     | Arianna Criscione          |
|    | Italia (bandiera)      | P     | Michela Cupido             |
|    | Italia (bandiera)      | D     | Claudia Carai              |
|    | Italia (bandiera)      | D     | Martina Cortesi            |
|    | Italia (bandiera)      | D     | Raffaella Manieri          |
|    | Italia (bandiera)      | D     | Roberta Razzoli            |
|    | Italia (bandiera)      | D     | Francesca Soro             |
|    | Italia (bandiera)      | D     | Elisabetta Tona (Capitano) |
|    | Italia (bandiera)      | D     | Valentina Valenti          |
|    | Stati Uniti (bandiera) | D     | Catania Vitanza            |
|    | Italia (bandiera)      | C     | Manuela Coluccini          |

| N. |                        | Ruolo | Calciatrice         |
| -- | ---------------------- | ----- | ------------------- |
|    | Italia (bandiera)      | C     | Giulia Domenichetti |
|    | Italia (bandiera)      | C     | Alessia Fadda       |
|    | Italia (bandiera)      | C     | Tamara Pintus       |
|    | Italia (bandiera)      | C     | Rossella Sardu      |
|    | Italia (bandiera)      | C     | Daniela Stracchi    |
|    | Italia (bandiera)      | A     | Fiorella Carboni    |
|    | Italia (bandiera)      | A     | Silvia Fuselli      |
|    | Italia (bandiera)      | A     | Sandy Iannella      |
|    | Italia (bandiera)      | A     | Anna Mattu          |
|    | Stati Uniti (bandiera) | A     | Aricca Vitanza      |

## Calciomercato

### Sessione estiva
| Acquisti | Acquisti          | Acquisti         | Acquisti   |
| R.       | Nome              | da               | Modalità   |
| -------- | ----------------- | ---------------- | ---------- |
| P        | Michela Cupido    | ACF Milan        | definitivo |
| D        | Claudia Carai     | Olbia            | definitivo |
| D        | Raffaella Manieri | Bardolino Verona | definitivo |
| D        | Catiana Vitanza   | Mašinac PZP      | definitivo |
| C        | Alessia Fadda     | Olbia            | definitivo |
| C        | Daniela Stracchi  | Fiammamonza      | definitivo |
| A        | Fiorella Carboni  | Olbia            | definitivo |
| A        | Aricca Vitanza    | Mašinac PZP      | definitivo |

| Cessioni | Cessioni        | Cessioni | Cessioni      |
| R.       | Nome            | a        | Modalità      |
| -------- | --------------- | -------- | ------------- |
| P        | Sara Penzo      | Gordige  | fine prestito |
| P        | Tatiana Winkler | ???      |               |
| D        | Luisa Marchio   | Roma CF  | definitivo    |
| C        | Diletta Crespi  | Firenze  | definitivo    |
| A        | Pamela Conti    | Levante  | definitivo    |

## Risultati

### Serie A

#### Girone di andata
| Arbitro: | Andrea Dessena (Ozieri) |

|                                                  |           |  |
| Iannella 13’, 20’ Manieri 80’ Fuselli 93’ (rig.) | Marcatori |  |

| Arbitro: | Franco Zitti (Asti) |

|  |           |                                   |
|  | Marcatori | 17’ Fuselli 40’ Tona 77’ Iannella |

| Arbitro: | Gavino Mannu (Sassari) |

|                        |           |  |
| Pintus 5’ Iannella 82’ | Marcatori |  |

| Arbitro: | Enrico Fuin (Vicenza) |

|              |           |                                    |
| Camporese 4’ | Marcatori | 46’ Manieri 65’ Pintus 74’ Fuselli |

| Arbitro: | Giovanni Nuvoli (Alghero) |

|                        |           |           |
| Pintus 57’ Fuselli 75’ | Marcatori | 95’ Costi |

| Arbitro: | Marco Rondina (Vercelli) |

|  |           |                          |
|  | Marcatori | 48’ Iannella 93’ Fuselli |

| Arbitro: | Gianluca Sechi (Sassari) |

|                                                       |           |  |
| 36’ Domenichetti 64’ Iannella 72’ Fuselli 78’ Vitanza | Marcatori |  |

| Arbitro: | Andrea Milan (Padova) |

|  |           |                          |
|  | Marcatori | 46’ Iannella 51’ Fuselli |

| Arbitro: | Marco Fadda (Cagliari) |

|                          |           |  |
| 37’ Iannella 65’ Fuselli | Marcatori |  |

| Arbitro: | Gavino Mannu (Sassari) |

|                      |           |                     |
| Fuselli 12’ Tona 66’ | Marcatori | 13’, 52’ Gabbiadini |

| Arbitro: | Antonello Pompilio (Latina) |

|  |           |                                                    |
|  | Marcatori | Domenichetti 20’ Pintus 32’ Stracchi 60’ Mattu 90’ |

#### Girone di ritorno
| Arbitro: | Mattia Scarpa (Reggio nell'Emilia) |

|  |           |                                                  |
|  | Marcatori | 7’ Fadda 21’, 46’ Stracchi 71’ Fuselli 81’ Mattu |

| Arbitro: | Gavino Mannu (Sassari) |

|                                                    |           |  |
| Stracchi 4’ Iannella 21’, 87’ Tona 68’ Fuselli 70’ | Marcatori |  |

| Arbitro: | Marco Pelanda (Treviglio) |

|                                 |           |                           |
| Sodini 5’, 27’, 60’, 81’ (rig.) | Marcatori | 53’ Stracchi 93’ Iannella |

| Arbitro: | Marco Fadda (Cagliari) |

|                              |           |  |
| Manieri 20’ Domenichetti 38’ | Marcatori |  |

| Arbitro: | Luigi Rossi (Rovigo) |

|            |           |                                   |
| Brutti 65’ | Marcatori | 9’ (aut.) Neboli 13’ Domenichetti |

| Arbitro: | Gianluca Sechi (Sassari) |

|             |           |  |
| Fuselli 31’ | Marcatori |  |

| Arbitro: | Nicola Zuliani (Biella) |

|  |           |                                  |
|  | Marcatori | 9’ Iannella 17’ Tona 86’ Fuselli |

| Arbitro: | Gianluca Sechi (Sassari) |

|                        |           |  |
| Fuselli 36’ Pintus 92’ | Marcatori |  |

| Zelarino 2 maggio 2009 20ª giornata | Venezia 1984         | 0 – 0 referto | Torres | Stadio comunale\| Arbitro: \| Simone Berni (Forlì) \| |
| Arbitro:                            | Simone Berni (Forlì) |               |        |                                                       |

| Arbitro: | Nicola Zuliani (Biella) |

|                |           |  |
| Gabbiadini 81’ | Marcatori |  |

| Arbitro: | Gavino Mannu (Sassari) |

|                                                                    |           |                       |
| Fuselli 5’, 81’ Fadda 13’ Manieri 23’ Pintus 43’, 75’ Iannella 86’ | Marcatori | 57’ Deiana 80’ Parejo |

### Coppa Italia

#### Primo turno
Girone A
| 1º ottobre 2008 | Caprera | 0 – 6 | Torres |  |

| Sassari 14 settembre 2008 | Torres | 8 – 0 | Atletico Oristano | Stadio Vanni Sanna |

| Sassari 20 settembre 2008 | Torres | 6 – 0 | Olbia | Stadio Vanni Sanna |

| Sassari 27 settembre 2008 | Torres | 13 – 0 | Olbia | Stadio Vanni Sanna |

| 11 gennaio 2009 | Atletico Oristano | 0 – 3 | Torres |  |

| 19 aprile 2009 | Olbia | 0 – 8 | Torres |  |

#### Quarti di finale
| Sassari 24 maggio 2009 | Torres | 4 – 0 | Grifo Perugia | Stadio Vanni Sanna |

| 7 giugno 2009 | Grifo Perugia | 1 – 2 | Torres |  |

#### Semifinali
| Sassari 11 giugno 2009 | Torres | 5 – 1 | Upea Orlandia 97 | Stadio Vanni Sanna |

#### Finale
| Arbitro: | Luca Lertua (Tivoli) |

|                          |           |  |
| Motta 28’ Gabbiadini 84’ | Marcatori |  |

### Supercoppa
| Arbitro: | Matteo Mauri (Trento) |

|                |           |  |
| Gabbiadini 42’ | Marcatori |  |

## Statistiche

### Statistiche di squadra
| Competizione        | Punti | In casa | In casa | In casa | In casa | In casa | In casa | In trasferta | In trasferta | In trasferta | In trasferta | In trasferta | In trasferta | Totale | Totale | Totale | Totale | Totale | Totale | DR  |
| Competizione        | Punti | G       | V       | N       | P       | Gf      | Gs      | G            | V            | N            | P            | Gf           | Gs           | G      | V      | N      | P      | Gf     | Gs     | DR  |
| ------------------- | ----- | ------- | ------- | ------- | ------- | ------- | ------- | ------------ | ------------ | ------------ | ------------ | ------------ | ------------ | ------ | ------ | ------ | ------ | ------ | ------ | --- |
| Serie A             | 56    | 11      | 10      | 1       | 0       | 33      | 5       | 11           | 8            | 1            | 2            | 26           | 7            | 22     | 18     | 2      | 2      | 59     | 12     | +47 |
| Coppa Italia        | -     | -       | -       | -       | -       | -       | -       | -            | -            | -            | -            | -            | -            | 10     | 9      | 0      | 1      | 55     | 4      | +51 |
| Supercoppa italiana | -     | -       | -       | -       | -       | -       | -       | -            | -            | -            | -            | -            | -            | 1      | 0      | 0      | 1      | 0      | 1      | -1  |
| Totale              | -     | -       | -       | -       | -       | -       | -       | -            | -            | -            | -            | -            | -            | 33     | 27     | 2      | 4      | 114    | 17     | +97 |

### Statistiche delle giocatrici
| Giocatore       | Serie A  | Serie A | Serie A     | Serie A    | Coppa Italia | Coppa Italia | Coppa Italia | Coppa Italia | Supercoppa italiana | Supercoppa italiana | Supercoppa italiana | Supercoppa italiana | Totale   | Totale | Totale      | Totale     |
| Giocatore       | Presenze | Reti    | Ammonizioni | Espulsioni | Presenze     | Reti         | Ammonizioni  | Espulsioni   | Presenze            | Reti                | Ammonizioni         | Espulsioni          | Presenze | Reti   | Ammonizioni | Espulsioni |
| --------------- | -------- | ------- | ----------- | ---------- | ------------ | ------------ | ------------ | ------------ | ------------------- | ------------------- | ------------------- | ------------------- | -------- | ------ | ----------- | ---------- |
| C. Carai        | 0        | 0       | 0           | 0          | ?            | ?            | ?            | ?            | -                   | -                   | -                   | -                   | 0+       | 0+     | 0+          | 0+         |
| F. Carboni      | 2        | 0       | 0           | 0          | ?            | ?            | ?            | ?            | 1                   | 0                   | 0                   | 0                   | 3+       | 0+     | 0+          | 0+         |
| M. Coluccini    | 18       | 0       | 1           | 0          | ?            | ?            | ?            | ?            | 0                   | 0                   | 0                   | 0                   | 18+      | 0+     | 1+          | 0+         |
| M. Cortesi      | 22       | 0       | 3           | 0          | ?            | ?            | ?            | ?            | 1                   | 0                   | 0                   | 0                   | 23+      | 0+     | 3+          | 0+         |
| A. Criscione    | 1        | -2      | 0           | 0          | ?            | ?            | ?            | ?            | -                   | -                   | -                   | -                   | 1+       | -2+    | 0+          | 0+         |
| M. Cupido       | 22       | -10     | 0           | 0          | ?            | ?            | ?            | ?            | 1                   | -1                  | 0                   | 0                   | 23+      | -11+   | 0+          | 0+         |
| G. Domenichetti | 22       | 4       | 3           | 0          | ?            | ?            | ?            | ?            | 1                   | 0                   | 0                   | 0                   | 23+      | 4+     | 3+          | 0+         |
| A. Fadda        | 22       | 2       | 2           | 0          | ?            | ?            | ?            | ?            | 1                   | 0                   | 0                   | 0                   | 23+      | 2+     | 2+          | 0+         |
| S. Fuselli      | 22       | 16      | 0           | 0          | ?            | ?            | ?            | ?            | 1                   | 0                   | 0                   | 0                   | 23+      | 16+    | 0+          | 0+         |
| S. Iannella     | 21       | 13      | 2           | 0          | ?            | ?            | ?            | ?            | 1                   | 0                   | 0                   | 0                   | 22+      | 13+    | 2+          | 0+         |
| R. Manieri      | 20       | 4       | 1           | 0          | ?            | ?            | ?            | ?            | 1                   | 0                   | 0                   | 0                   | 21+      | 4+     | 1+          | 0+         |
| A. Mattu        | 3        | 2       | 0           | 0          | ?            | ?            | ?            | ?            | 0                   | 0                   | 0                   | 0                   | 3+       | 2+     | 0+          | 0+         |
| T. Pintus       | 20       | 7       | 0           | 0          | ?            | ?            | ?            | ?            | 1                   | 0                   | 0                   | 0                   | 21+      | 7+     | 0+          | 0+         |
| R. Razzoli      | 1        | 0       | 0           | 0          | ?            | ?            | ?            | ?            | -                   | -                   | -                   | -                   | 1+       | 0+     | 0+          | 0+         |
| R. Sardu        | 12       | 0       | 0           | 0          | ?            | ?            | ?            | ?            | 1                   | 0                   | 0                   | 0                   | 13+      | 0+     | 0+          | 0+         |
| F. Soro         | 9        | 0       | 0           | 0          | ?            | ?            | ?            | ?            | 1                   | 0                   | 0                   | 0                   | 10+      | 0+     | 0+          | 0+         |
| D. Stracchi     | 22       | 5       | 1           | 0          | ?            | ?            | ?            | ?            | 1                   | 0                   | 0                   | 0                   | 23+      | 5+     | 1+          | 0+         |
| E. Tona         | 22       | 4       | 1           | 0          | ?            | ?            | ?            | ?            | 1                   | 0                   | 0                   | 0                   | 23+      | 4+     | 1+          | 0+         |
| V. Valenti      | 21       | 0       | 0           | 0          | ?            | ?            | ?            | ?            | 1                   | 0                   | 0                   | 0                   | 22+      | 0+     | 0+          | 0+         |
| A. Vitanza      | 3        | 0       | 0           | 0          | ?            | ?            | ?            | ?            | -                   | -                   | -                   | -                   | 3+       | 0+     | 0+          | 0+         |
| C. Vitanza      | 16       | 1       | 0           | 0          | ?            | ?            | ?            | ?            | -                   | -                   | -                   | -                   | 16+      | 1+     | 0+          | 0+         |